# Anderlecht
|  | Aquest article tracta sobre la ciutat belga. Si cerqueu el club de futbol, vegeu «Royal Sporting Club Anderlecht». |

Anderlecht és una ciutat de Bèlgica, situada en la Regió de Brussel·les-Capital. Té una extensió de 97 kilòmetres quadrats i una població de 96.000 habitants. Limita amb els municipis de Brussel·les, Dilbeek, Vorst, Sint-Jans-Molenbeek, Sint-Pieters-Leeuw i Sint-Gillis-Obbrussel. Té l'estatut de municipi bilingüe, com els altres 18 de la regió.

## Història
Hi ha proves que el municipi fou habitat ja en l'edat de ferro, tot i que el nom de la vila no apareixerà per primer cop fins al 1047. Aleshores, quatre viles ocuparen el territori actual: Anderlecht, Cureghem, Aa i Neerpede.
Durant la baixa edat mitjana s'hi va construir la colegiata gòtica Saints-Pierre-et-Guidon, aixecada sobre una cripta romana. El 1521 hi passà alguns mesos l'humanista Erasme de Rotterdam, hostatjat per uns monjos de la localitat.
El 1791 Dumoriez hi va batre els austriacs. Durant el segle xix es va engrandir mercè l'expansió urbana i industrial de Brussel·les (barri obrer de La Roue), i després de la Segona Guerra Mundial ha augmentat fortament la població. Quan es va decidir la regionalització de Bèlgica el 1981, va formar part de la Regió de Brussel·les Capital.

## Llocs d'interès
- L'equip de futbol, RSC Anderlecht, que ha guanyat 28 vegades el campionat de lliga de Bèlgica i va participar sovint a competicions europees i aconseguir dues Recopes d'Europa.
- Musée bruxellois de la gueuze (Museu Brussel·lenc de la Gueuze), creat el 1900, dedicat a la cervesa regional gueuze, que conté una fàbrica de cervesa artesanal i que organitza degustacions.
- Museu de la Xina, on hi ha nombrosos objectes de col·lecció.
- Museu d'Erasme de Rotterdam (Maison d'Érasme - Erasmushuis)

## Personalitats del municipi
- Albert Huybrechts, músic mort a Anderlecht.
- Philippe Thys nascut a la vila el 1890, primer ciclista belga que participà 3 cops al Tour de França

## Agermanaments
- després del 1955:
  - Boulogne-Billancourt, França, 110 000 habitants.
  - Neukölln, Alemanya, districte berlinès més poblat, 350 000 habitants.
  - Hammersmith, Regne Unit
  - Fulham, Regne Unit
  - Zaandam, Països Baixos
- després del 1976
  - Marino, Laci, Itàlia
- després del 2000
  - Sainte-Maximine, França